# Crvena bazga
Crvena bazga (crvena zova, lat. Sambucus racemosa), listopadni grm ili manje stablo iz porodice moškovičevki (Adoxaceae). Autohtona je vrsta na velikim dijelovima Europe te u Sjevernoj Americi (Colorado).
Raste na visinama do 1800 metara, obično po svjetlim šumama i šikarama, i uz brdske i planinske putove. Naraste do pet metara visine. Korijen je plitak i dobro razgranjen, cvjetovi su mirisni, sitni, dvospolni i jednodomni. Sirovi plodovi su lagano toksični, crvene boje. Sjemenke su isto otrovne, a sadrže amigdalin i glikozid.

## Raširenost
Udomaćena je u Europi,te umjerenoj zoni sjeverne Azije,kao i Sjevernoj Americi.Kod nas je znatno rjeđa od crne bazge.

## Opis
Obično raste kao maleno drvo ili veći grm,visine 2 - 6 metara. Plodovi su ove bazge kao što joj i ime kaže crvene boje. Lišće je svjetlije boje od onog crne bazge.

## Uporaba
Bobice su jestive tek u prokuhanom stanju. Sviježi je sok (bez sjemenki, iste su otrovne!) dobar za pripravu limunadi sličnog pića. Sadrži oko 50 mg vitamina C, te oko 2,8 % šećera.Koristi se i kao ljekovita biljka - kora,te listovi kao diuretik i purgativ. Može se koristiti i za tjeranje miševa i krtica, jer isti navodno ne podnose miris ove biljke.

## Sastav
Kora sadrži terpenoide alfa amirina,betulin i betulinsku kiselinu,te steroid beta sitosterol,u cvjetovima flavonoid kvercetin.